# Damernas K-1 500 meter i kanotsport vid olympiska sommarspelen 2012
Damernas K-1 500 meter vid olympiska sommarspelen 2012 hölls mellan 7 augusti och 9 augusti på Eton Dorney i London. Deltagarna delades där de tre främsta gick direkt till final. De övriga åtta lagen gick till semifinal där de fem främsta också gick till final.

## Medaljörer
| Gren           | Guld                | Silver                | Brons                       |
| K-1, 500 meter | Danuta Kozak Ungern | Inna Osypenko Ukraina | Bridgitte Hartley Sydafrika |

## Schema
Försöksheat

7 augusti, 10:07

Semifinal

7 augusti, 11:16

Final

9 augusti, 10:08

## Resultat

### Heat

#### Heat 1
| Placering | Kanotist               | Land        | Tid      | Noteringar |
| --------- | ---------------------- | ----------- | -------- | ---------- |
| 1         | Anne Rikala            | Finland     | 1:52.641 | Q          |
| 2         | Henriette Hansen       | Danmark     | 1:52.650 | Q          |
| 3         | Katrin Wagner-Augustin | Tyskland    | 1:53.438 | Q          |
| 4         | Carrie Johnson         | USA         | 1:53.983 | Q          |
| 5         | Darisleydis Amador     | Kuba        | 1:56.038 | Q          |
| 6         | Teneale Hatton         | Nya Zeeland | 1:56.741 | Q          |
| 7         | Arezoo Hakimi          | Iran        | 1:58.598 |            |

#### Heat 2
| Placering | Kanotist              | Land      | Tid      | Noteringar |
| --------- | --------------------- | --------- | -------- | ---------- |
| 1         | Danuta Kozák          | Ungern    | 1:52.828 | Q          |
| 2         | Bridgette Hartley     | Sydafrika | 1:53.051 | Q          |
| 3         | Josefa Idem           | Italien   | 1:55.619 | Q          |
| 4         | Juliana Salachova     | Ryssland  | 1:56.621 | Q          |
| 5         | Émilie Fournel        | Kanada    | 1:58.740 | Q          |
| 6         | Marharyta Tsisjkevitj | Belarus   | 2:01.216 | Q          |

#### Heat 3
| Placering | Kanotist          | Land       | Tid      | Noteringar |
| --------- | ----------------- | ---------- | -------- | ---------- |
| 1         | Sofia Paldanius   | Sverige    | 1:51.212 | Q          |
| 2         | Teresa Portela    | Portugal   | 1:51.887 | Q          |
| 3         | Aneta Konieczna   | Polen      | 1:52.069 | Q          |
| 4         | Inna Osypenko     | Ukraina    | 1:52.268 | Q          |
| 5         | Mira Verås Larsen | Norge      | 1:55.923 | Q          |
| 6         | Julia Borzova     | Uzbekistan | 2:03.893 | Q          |

#### Heat 4
| Placering | Kanotist                | Land           | Tid      | Noteringar |
| --------- | ----------------------- | -------------- | -------- | ---------- |
| 1         | Rachel Cawthorn         | Storbritannien | 1:53.491 | Q          |
| 2         | Alana Nicholls          | Australien     | 1:53.823 | Q          |
| 3         | Natalja Sergejeva       | Kazakstan      | 1:54.445 | Q          |
| 4         | Geraldine Lee Wei Ling  | Singapore      | 2:01.037 | Q          |
| 5         | Špela Ponomarenko Janić | Slovenien      | 2:01.520 | Q          |
| 6         | Afef Ben Ismail         | Tunisien       | 2:07.705 | Q          |

### Semifinaler

#### Semifinal 1
| Placering | Kanotist           | Land       | Tid      | Noteringar |
| --------- | ------------------ | ---------- | -------- | ---------- |
| 1         | Bridgette Hartley  | Sydafrika  | 1:51.286 | Q          |
| 2         | Inna Osypenko      | Ukraina    | 1:51.515 | Q          |
| 3         | Anne Rikala        | Finland    | 1:51.852 | q          |
| 4         | Aneta Konieczna    | Polen      | 1:52.193 |            |
| 5         | Alana Nicholls     | Australien | 1:52.224 |            |
| 6         | Émilie Fournel     | Kanada     | 1:54.120 |            |
| 7         | Darisleydis Amador | Kuba       | 1:58.762 |            |
| 8         | Afef Ben Ismail    | Tunisien   | 2:15.362 |            |

#### Semifinal 2
| Placering | Kanotist               | Land        | Tid      | Noteringar |
| --------- | ---------------------- | ----------- | -------- | ---------- |
| 1         | Danuta Kozák           | Ungern      | 1:50.469 | Q          |
| 2         | Henriette Hansen       | Danmark     | 1:51.929 | Q          |
| 3         | Sofia Paldanius        | Sverige     | 1:51.945 | q          |
| 4         | Natalja Sergejeva      | Kazakstan   | 1:53.888 |            |
| 5         | Teneale Hatton         | Nya Zeeland | 1:54.504 |            |
| 6         | Mira Verås Larsen      | Norge       | 1:57.354 |            |
| 7         | Geraldine Lee Wei Ling | Singapore   | 2:01.516 |            |
| –         | Marharyta Tsisjkevitj  | Belarus     |          | DSQ        |

#### Semifinal 3
| Placering | Kanotist                | Land           | Tid      | Noteringar |
| --------- | ----------------------- | -------------- | -------- | ---------- |
| 1         | Josefa Idem             | Italien        | 1:52.232 | Q          |
| 2         | Rachel Cawthorn         | Storbritannien | 1:52.542 | Q          |
| 3         | Teresa Portela          | Portugal       | 1:53.064 |            |
| 4         | Katrin Wagner-Augustin  | Tyskland       | 1:53.241 |            |
| 5         | Špela Ponomarenko Janić | Slovenien      | 1:53.341 |            |
| 6         | Carrie Johnson          | USA            | 1:54.628 |            |
| 7         | Juliana Salachova       | Ryssland       | 1:57.761 |            |
| 8         | Julia Borzova           | Uzbekistan     | 2:00.584 |            |

### Finaler

#### Final B
| Placering | Kanotist               | Land        | Tid      | Noteringar |
| --------- | ---------------------- | ----------- | -------- | ---------- |
| 1         | Katrin Wagner-Augustin | Tyskland    | 1:52.402 |            |
| 2         | Aneta Konieczna        | Polen       | 1:53.356 |            |
| 3         | Teresa Portela         | Portugal    | 1:53.597 |            |
| 4         | Špela Ponomarenko      | Slovenien   | 1:53.718 |            |
| 5         | Natalja Sergejeva      | Kazakstan   | 1:54.707 |            |
| 6         | Émilie Fournel         | Kanada      | 1:56.058 |            |
| 7         | Teneale Hatton         | Nya Zeeland | 1:56.103 |            |
| 8         | Alana Nicholls         | Australien  | 1:59.033 |            |

#### Final A
| Placering | Kanotist          | Land           | Tid      | Noteringar |
| --------- | ----------------- | -------------- | -------- | ---------- |
| 1         | Danuta Kozák      | Ungern         | 1:51.456 |            |
| 2         | Inna Osypenko     | Ukraina        | 1:52.685 |            |
| 3         | Bridgette Hartley | Sydafrika      | 1:52.923 |            |
| 4         | Sofia Paldanius   | Sverige        | 1:53.197 |            |
| 5         | Josefa Idem       | Italien        | 1:53.223 |            |
| 6         | Rachel Cawthorn   | Storbritannien | 1:53.345 |            |
| 7         | Henriette Hansen  | Danmark        | 1:54.110 |            |
| 8         | Anne Rikala       | Finland        | 1:54.333 |            |